# Рокка, Франческо
Франче́ско Ро́кка (итал. Francesco Rocca; род. 2 августа 1954, Сан-Вито-Романо, Италия) — итальянский футболист и футбольный тренер. Выступал за «Рому» и национальную сборную Италии.

## Биография
Выходец из семьи сантехника и домохозяйки, Рокка начал карьеру игрока в команде своего пригорода. Потом он перешёл в команду соседнего пригорода Дженаццано, а затем и в команду Беттини-Чинечитта. Юноша, наделённый значительной физической силой, сразу понравился клубу «Рома», который приобрёл его в т.ч. под давлением тогдашнего тренера, Эленио Эрреры.
Он дебютировал в «Роме» в 1972 году, в Англо-итальянском кубке (выигранном «Ромой»). Игрок выказал себя защитником способным не только на оборону, но и на нападение, и этим сразу же понравился главе технического отдела сборной Италии Фульвио Бернардини, а потом и Энцо Беарзоту.
Этот футболист, довольно хрупкий на мышечном уровне, получил множество травм за свою недолгую карьеру. Его игра в команде стала самым настоящим восхождением на Голгофу, которое началось с разрыва связок и мениска в октябре 1976 года, когда игрок стал жертвой собственной самоотдачи. Фактически, первую травму колена он получил в рамках национального чемпионата, играя против «Чезены», но после этого всё равно участвовал в выездном отборочном матче ЧМ сборной Италии против Люксембурга 16 октября, который он отыграл весь, значительно ухудшив своё состояние. На первой же тренировке по возвращении в Италии связки коленного сустава разорвались.
Болельщики «Лацио» адресовали ему растяжку со словами «мёртвые не воскресают». В результате гневной реакции тифози «Ромы», один из фанатов «Лацио», Винченцо Папарелли, был убит ракетой, запущенной с Южной трибуны. 28 октября 1979 года стало чёрным днём в истории итальянского футбола.
Франческо Рокка сыграл за «Рому» 141 матч в чемпионате Италии с 1972 года по 1981 год, 22 матча за Кубок Италии, забив в них два гола, и 6 матчей в Кубке УЕФА. За взрослую сборную он сыграл 18 матчей и забил 2 гола.
После травмы Рокка вернулся на поле 17 апреля 1977 года в матче против «Перуджи», но проблемы на этом не закончились: он вновь перенёс операцию в сентябре 1977 года и пропустил весь сезон 1977-78. В следующем сезоне он вернулся, и регулярно выходил на поле в течение ещё двух сезонов (17 матчей в 1978-1979, 20 в 1979-80), но он уже не был тем динамичным, блестящим игроком, каким он был до травмы. В сезоне 1980-81 из-за физических проблем (постоянные боли из-за перенесённой травмы) он сыграл всего лишь 6 матчей и в конце сезона расстался с футболом в качестве игрока. Он перенёс пять операций на колене: вполне возможно, что при нынешнем уровне хирургии он бы смог восстановить форму.
Его прощание с футболом, в возрасте всего 26 лет, состоялось во время матча «Рома» — «Интернасьонал Порту Аллегре», в котором он сыграл всего 19 минут. Это был товарищеский матч, организованный в честь новоприбывшего игрока «Ромы» Паулу Роберту Фалькау, с которого для капитолийского клуба началась новая глава. В тот день Франческо Рокка сделал несколько кругов вокруг поля со слезами на глазах.

### Тренерская карьера
В настоящее время Рокка работает в Федерации футбола Италии. Он был тренером нескольких команд, включая олимпийскую сборную, с 2006 года работал тренером сборной Италии до 19 лет и до 18 лет. В 2008 году стал тренером сборной до 20 лет.

## Достижения
- Обладатель Кубка Италии (2): 1979/80, 1980/81

## Награды
Орден «За заслуги перед Итальянской Республикой» — 12 июля 2000. По инициативе президента Итальянской Республики
Кавалер Ордена «За заслуги перед Итальянской Республикой» — 30 сентября 1991. По инициативе президента Итальянской Республики